# Плазовє
Плазовє (словен. Plazovje) — поселення в общині Лашко, Савинський регіон, Словенія. Висота над рівнем моря: 405,4 м.